# هوسپت
هوسپت
شهر هوسپت (به انگلیسی: Hospet) با جمعیت ۲۴۰٫۶۲۱ نفر در ایالت کارناتاکا در کشور هند واقع شده‌است.